# Saint-Félix-de-Lodez
Saint-Félix-de-Lodez est une commune française située dans le centre du département de l'Hérault en région Occitanie.
Exposée à un climat méditerranéen, la localité est drainée par le ruisseau de l'Argenteille, le ruisseau de Tieulade et par un autre cours d'eau.
Saint-Félix-de-Lodez est une commune rurale qui compte 1 142 habitants en 2022, après avoir connu une forte hausse de la population depuis 1975. Elle fait partie de l'aire d'attraction de Montpellier. Ses habitants sont appelés les Lodéziens ou  Lodéziennes.

## Géographie

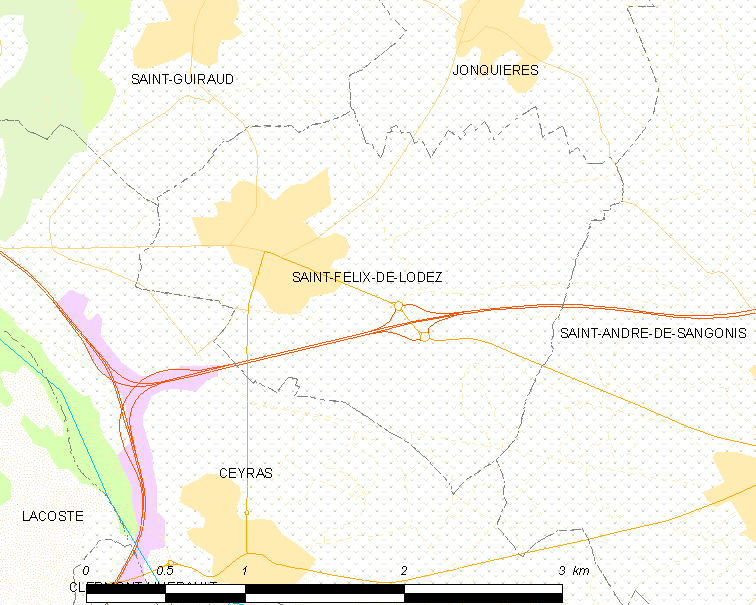
Carte

Saint-Félix-de-Lodez fait partie du Pays Cœur d'Hérault.
Elle est située à 1 km du croisement des autoroutes A75 et A750.

### Communes limitrophes
| Saint-Guiraud | Jonquières           |                         |
| Ceyras        | Saint-Félix-de-Lodez | Saint-André-de-Sangonis |
|               | Ceyras               |                         |

### Climat
Pour des articles plus généraux, voir Climat de l'Occitanie et Climat de l'Hérault.
En 2010, le climat de la commune est de type climat méditerranéen franc, selon une étude s'appuyant sur une série de données couvrant la période 1971-2000. En 2020, Météo-France publie une typologie des climats de la France métropolitaine dans laquelle la commune est exposée à un climat méditerranéen et est dans la région climatique  Provence, Languedoc-Roussillon, caractérisée par une pluviométrie faible en été, un très bon ensoleillement (2 600 h/an), un été chaud (21,5 °C), un air très sec en été, sec en toutes saisons, des vents forts (fréquence de 40 à 50 % de vents > 5 m/s) et peu de brouillards.
Pour la période 1971-2000, la température annuelle moyenne est de 14,4 °C, avec une amplitude thermique annuelle de 16,5 °C. Le cumul annuel moyen de précipitations est de 832 mm, avec 6,8 jours de précipitations en janvier et 2,8 jours en juillet. Pour la période 1991-2020, la température moyenne annuelle observée sur la station météorologique la plus proche, située sur la commune de Saint-André-de-Sangonis à 4 km à vol d'oiseau, est de 15,5 °C et le cumul annuel moyen de précipitations est de 652,4 mm,. Pour l'avenir, les paramètres climatiques de la commune estimés pour 2050 selon différents scénarios d'émission de gaz à effet de serre sont consultables sur un site dédié publié par Météo-France en novembre 2022.

### Milieux naturels et biodiversité
Aucun espace naturel présentant un intérêt patrimonial n'est recensé sur la commune dans l'inventaire national du patrimoine naturel,,.

## Urbanisme

### Typologie
Au 1er janvier 2024, Saint-Félix-de-Lodez est catégorisée bourg rural, selon la nouvelle grille communale de densité à sept niveaux définie par l'Insee en 2022.
Elle est située hors unité urbaine. Par ailleurs la commune fait partie de l'aire d'attraction de Montpellier, dont elle est une commune de la couronne,. Cette aire, qui regroupe 161 communes, est catégorisée dans les aires de 700 000 habitants ou plus (hors Paris),.

### Occupation des sols
L'occupation des sols de la commune, telle qu'elle ressort de la base de données européenne d’occupation biophysique des sols Corine Land Cover (CLC), est marquée par l'importance des territoires agricoles (86,9 % en 2018), en diminution par rapport à 1990 (89,7 %). La répartition détaillée en 2018 est la suivante : 
cultures permanentes (86,9 %), zones urbanisées (13,1 %). L'évolution de l’occupation des sols de la commune et de ses infrastructures peut être observée sur les différentes représentations cartographiques du territoire : la carte de Cassini (XVIIIe siècle), la carte d'état-major (1820-1866) et les cartes ou photos aériennes de l'IGN pour la période actuelle (1950 à aujourd'hui).

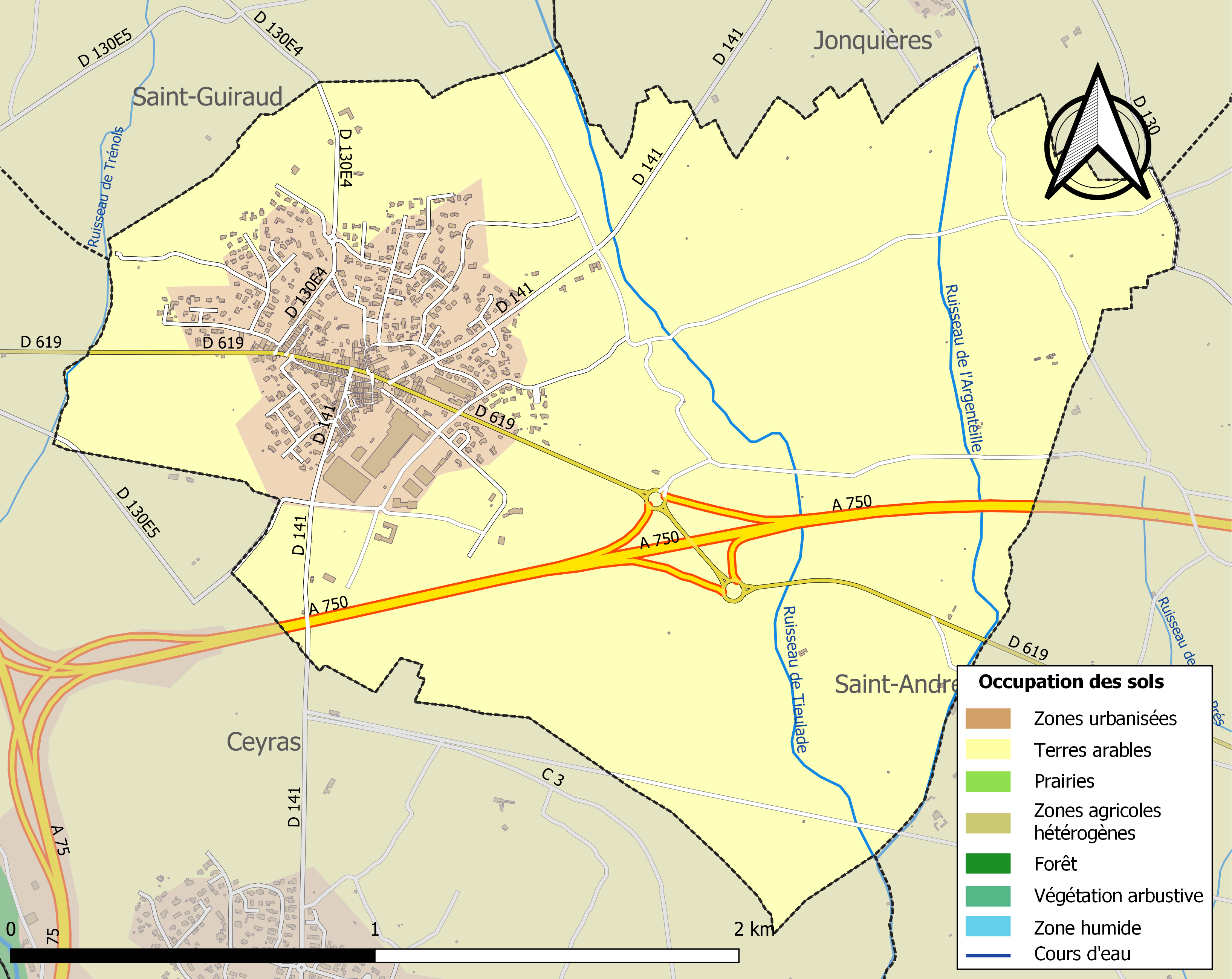
Carte des infrastructures et de l'occupation des sols de la commune en 2018 (CLC).

### Risques majeurs
Le territoire de la commune de Saint-Félix-de-Lodez est vulnérable à différents aléas naturels : météorologiques (tempête, orage, neige, grand froid, canicule ou sécheresse) et séisme (sismicité faible). Il est également exposé à un risque technologique, le transport de matières dangereuses. Un site publié par le BRGM permet d'évaluer simplement et rapidement les risques d'un bien localisé soit par son adresse soit par le numéro de sa parcelle.

#### Risques naturels
Saint-Félix-de-Lodez est exposée au risque de feu de forêt du fait de la présence sur son territoire. Un plan départemental de protection des forêts contre les incendies (PDPFCI) a été approuvé en juin 2013 et court jusqu'en 2022, où il doit être renouvelé. Les mesures individuelles de prévention contre les incendies sont précisées par deux arrêtés préfectoraux et s’appliquent dans les zones exposées aux incendies de forêt et à moins de 200 mètres de celles-ci. L’arrêté du 25 avril 2002 réglemente l'emploi du feu en interdisant notamment d’apporter du feu, de fumer et de jeter des mégots de cigarette dans les espaces sensibles et sur les voies qui les traversent sous peine de sanctions. L'arrêté du 11 mars 2013 rend le débroussaillement obligatoire, incombant au propriétaire ou ayant droit,.

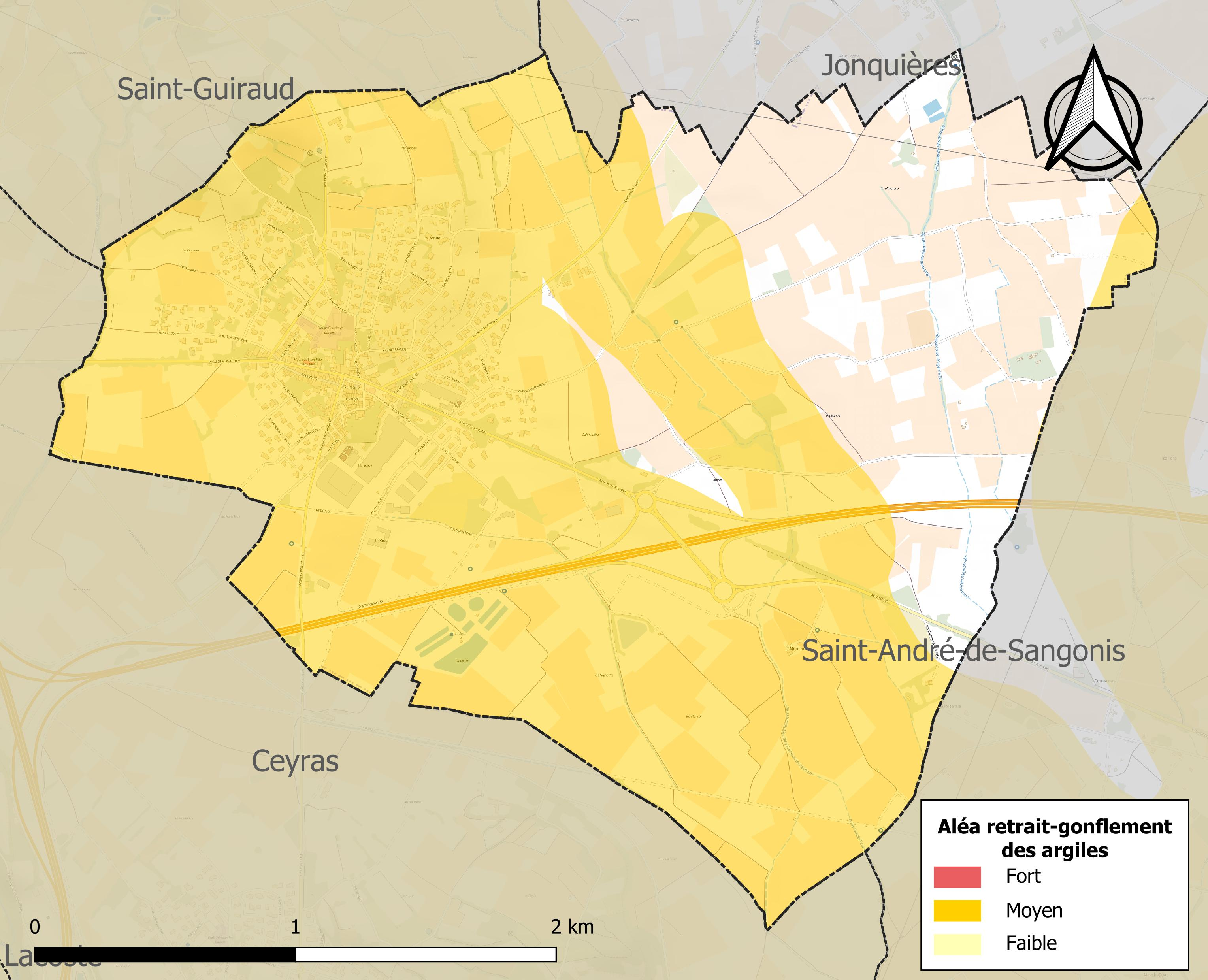
Carte des zones d'aléa retrait-gonflement des sols argileux de Saint-Félix-de-Lodez.

Le retrait-gonflement des sols argileux est susceptible d'engendrer des dommages importants aux bâtiments en cas d’alternance de périodes de sécheresse et de pluie. 73,7 % de la superficie communale est en aléa moyen ou fort (59,3 % au niveau départemental et 48,5 % au niveau national). Sur les 485 bâtiments dénombrés sur la commune en 2019, 482 sont en aléa moyen ou fort, soit 99 %, à comparer aux 85 % au niveau départemental et 54 % au niveau national. Une cartographie de l'exposition du territoire national au retrait gonflement des sols argileux est disponible sur le site du BRGM,.
Par ailleurs, afin de mieux appréhender le risque d’affaissement de terrain, l'inventaire national des cavités souterraines permet de localiser celles situées sur la commune.
La commune a été reconnue en état de catastrophe naturelle au titre des dommages causés par les inondations et coulées de boue survenues en 1982.

#### Risques technologiques
Le risque de transport de matières dangereuses sur la commune est lié à sa traversée par des infrastructures routières ou ferroviaires importantes ou la présence d'une canalisation de transport d'hydrocarbures. Un accident se produisant sur de telles infrastructures est susceptible d’avoir des effets graves sur les biens, les personnes ou l'environnement, selon la nature du matériau transporté. Des dispositions d’urbanisme peuvent être préconisées en conséquence.

## Histoire
Lodez est une variante de l'occitan Lodevés « Lodévois » et apparaît en 1484 dans le cartulaire de l'église de Lodève : ecclesia seu capella S. Felicis in plano Lodovessii, « l'église ou chapelle de saint Félix dans la plaine du Lodévois ».
La plus ancienne mention de Saint-Félix date de 806, dans une donation que fit le comte Guillaume[Qui ?] à l'abbaye de Gellone : Margarancia, cum eclesia Sancti-Felicis. L'appellation Saint-Félix-de-Lodez apparaît en 1325 dans un inventaire d'églises, par opposition à Saint-Félix-de-l'Héras ou de la montagne, sous la forme de Saint Félix in plano Lutecvensis, « dans la plaine du Lodévois ».[réf. souhaitée]
Le site de Margarancia est situé en pays lodévois par une charte de Louis le Débonnaire pour l'abbaye d'Aniane en 822. Margarancia était donc le groupe de population établi sur l'emplacement du village actuel de Saint-Félix. Margaussas est un nom dérivé du gaulois Marga qui signifie : l'argile.
Le village était situé sur des terrains si humides et si gluants que les ancêtres ont procédé à des drainages dont le nom est resté à son principal récepteur, Le Trénols. Dès le début du IXe siècle, il existait une église Saint-Félix avec un groupe d'habitations indépendantes plus ou moins fortifié. Il est donc possible d'utiliser le nom Margarancia comme premier nom du village.
Au cours de la Révolution française, la commune porte provisoirement le nom de Lodès et les citoyens de la commune se réunissent au sein de la société révolutionnaire, baptisée « société populaire des sans-culottes » (nom utilisé en octobre 1793).

## Héraldique
| Blason de Saint-Félix-de-Lodez | Blason  | D'azur à un agneau pascal d'argent, la tête contournée, portant une croix de gueules avec une banderole aussi d'argent chargée d'une croix cléchée et pommetée de douze pièces d'or remplie de gueules. |
| Blason de Saint-Félix-de-Lodez | Détails | Le statut officiel du blason reste à déterminer. |

## Politique et administration
| Période   | Période   | Identité         | Étiquette | Qualité                                         |
| --------- | --------- | ---------------- | --------- | ----------------------------------------------- |
| 1947      | 1953      | Louis Rouquette  |           |                                                 |
| 1953      | 1965      | Joseph Vaillé    |           |                                                 |
| 1965      | mars 2001 | Robert Arnihac   |           |                                                 |
| mars 2001 | En cours  | Joseph Rodriguez | DVG       | Agriculteur, conseiller départemental suppléant |

## Démographie
Au dernier recensement, la commune comptait 1142 habitants.
| 1793 | 1800 | 1806 | 1821 | 1831 | 1836 | 1841 | 1846 | 1851 |
| ---- | ---- | ---- | ---- | ---- | ---- | ---- | ---- | ---- |
| 349  | 447  | 429  | 441  | 504  | 525  | 521  | 532  | 510  |

| 1856 | 1861 | 1866 | 1872 | 1876 | 1881 | 1886 | 1891 | 1896 |
| ---- | ---- | ---- | ---- | ---- | ---- | ---- | ---- | ---- |
| 518  | 516  | 521  | 545  | 575  | 509  | 506  | 509  | 522  |

| 1901 | 1906 | 1911 | 1921 | 1926 | 1931 | 1936 | 1946 | 1954 |
| ---- | ---- | ---- | ---- | ---- | ---- | ---- | ---- | ---- |
| 585  | 524  | 526  | 550  | 590  | 578  | 542  | 516  | 511  |

| 1962 | 1968 | 1975 | 1982 | 1990 | 1999 | 2006  | 2011  | 2016  |
| ---- | ---- | ---- | ---- | ---- | ---- | ----- | ----- | ----- |
| 522  | 520  | 518  | 527  | 600  | 742  | 1 054 | 1 156 | 1 170 |

| 2021  | 2022  | - | - | - | - | - | - | - |
| ----- | ----- | - | - | - | - | - | - | - |
| 1 149 | 1 142 | - | - | - | - | - | - | - |

## Économie

### Revenus
En 2018, la commune compte 448 ménages fiscaux, regroupant 1 161 personnes. La médiane du revenu disponible par unité de consommation est de 21 840 € (20 330 € dans le département).

### Emploi
|                | 2008   | 2013   | 2018   |
| -------------- | ------ | ------ | ------ |
| Commune        | 7,2 %  | 9,2 %  | 10,3 % |
| Département    | 10,1 % | 11,9 % | 12 %   |
| France entière | 8,3 %  | 10 %   | 10 %   |

En 2018, la population âgée de 15 à 64 ans s'élève à 746 personnes, parmi lesquelles on compte 77,6 % d'actifs (67,3 % ayant un emploi et 10,3 % de chômeurs) et 22,4 % d'inactifs,. En  2018, le taux de chômage communal (au sens du recensement) des 15-64 ans est inférieur à celui du département, mais supérieur à celui de la France, alors qu'en 2008 il était inférieur à celui de la France.
La commune fait partie de la couronne de l'aire d'attraction de Montpellier, du fait qu'au moins 15 % des actifs travaillent dans le pôle,. Elle compte 538 emplois en 2018, contre 446 en 2013 et 374 en 2008. Le nombre d'actifs ayant un emploi résidant dans la commune est de 509, soit un indicateur de concentration d'emploi de 105,8 % et un taux d'activité parmi les 15 ans ou plus de 62,6 %.
Sur ces 509 actifs de 15 ans ou plus ayant un emploi, 125 travaillent dans la commune, soit 25 % des habitants. Pour se rendre au travail, 86,9 % des habitants utilisent un véhicule personnel ou de fonction à quatre roues, 2,6 % les transports en commun, 7,1 % s'y rendent en deux-roues, à vélo ou à pied et 3,5 % n'ont pas besoin de transport (travail au domicile).

### Activités hors agriculture

#### Secteurs d'activités
113 établissements sont implantés  à Saint-Félix-de-Lodez au 31 décembre 2019. Le tableau ci-dessous en détaille le nombre par secteur d'activité et compare les ratios avec ceux du département,.
| Secteur d'activité                                                                                        | Commune | Commune | Département |
| Secteur d'activité                                                                                        | Nombre  | %       | %           |
| --- | ------- | ------- | ----------- |
| Ensemble                                                                                                  | 113     | 100 %   | (100 %)     |
| Industrie manufacturière, industries extractives et autres                                                | 9       | 8 %     | (6,7 %)     |
| Construction                                                                                              | 31      | 27,4 %  | (14,1 %)    |
| Commerce de gros et de détail, transports, hébergement et restauration                                    | 21      | 18,6 %  | (28 %)      |
| Information et communication                                                                              | 2       | 1,8 %   | (3,3 %)     |
| Activités financières et d'assurance                                                                      | 2       | 1,8 %   | (3,2 %)     |
| Activités immobilières                                                                                    | 10      | 8,8 %   | (5,3 %)     |
| Activités spécialisées, scientifiques et techniques et activités de services administratifs et de soutien | 14      | 12,4 %  | (17,1 %)    |
| Administration publique, enseignement, santé humaine et action sociale                                    | 15      | 13,3 %  | (14,2 %)    |
| Autres activités de services                                                                              | 9       | 8 %     | (8,1 %)     |

Le secteur de la construction est prépondérant sur la commune puisqu'il représente 27,4 % du nombre total d'établissements de la commune (31 sur les 113 entreprises implantées  à Saint-Félix-de-Lodez), contre 14,1 % au niveau départemental.

#### Entreprises et commerces
Les cinq entreprises ayant leur siège social sur le territoire communal qui génèrent le plus de chiffre d'affaires en 2020 sont : 
- Advini, commerce de gros (commerce interentreprises) de boissons (230 340 k€) ;
- Transports Lodeziens, location et location-bail de camions (3 743 k€) ;
- Impressions De L Enclos - Imp Enclos, autre imprimerie (labeur) (2 996 k€) ;
- Soc Favreau Claude, charcuterie (1 722 k€) ;
- Ste Investissement D Occitanie - Sio, activités des sociétés holding (1 082 k€).

### Agriculture
Le nombre d'exploitations agricoles en activité et ayant leur siège dans la commune est de 19 lors du recensement agricole de 2020 et la surface agricole utilisée de 336 ha,.

## Culture locale et patrimoine

### Lieux et monuments
- Église Saint-Julien de Saint-Félix-de-Lodez dont le début de la construction doit dater du milieu ou de la fin du XIIIe siècle. Elle a dû être fortifiée vers 1360-1370. L'édifice est référencé dans la base Mérimée et à l'Inventaire général Région Occitanie[25].

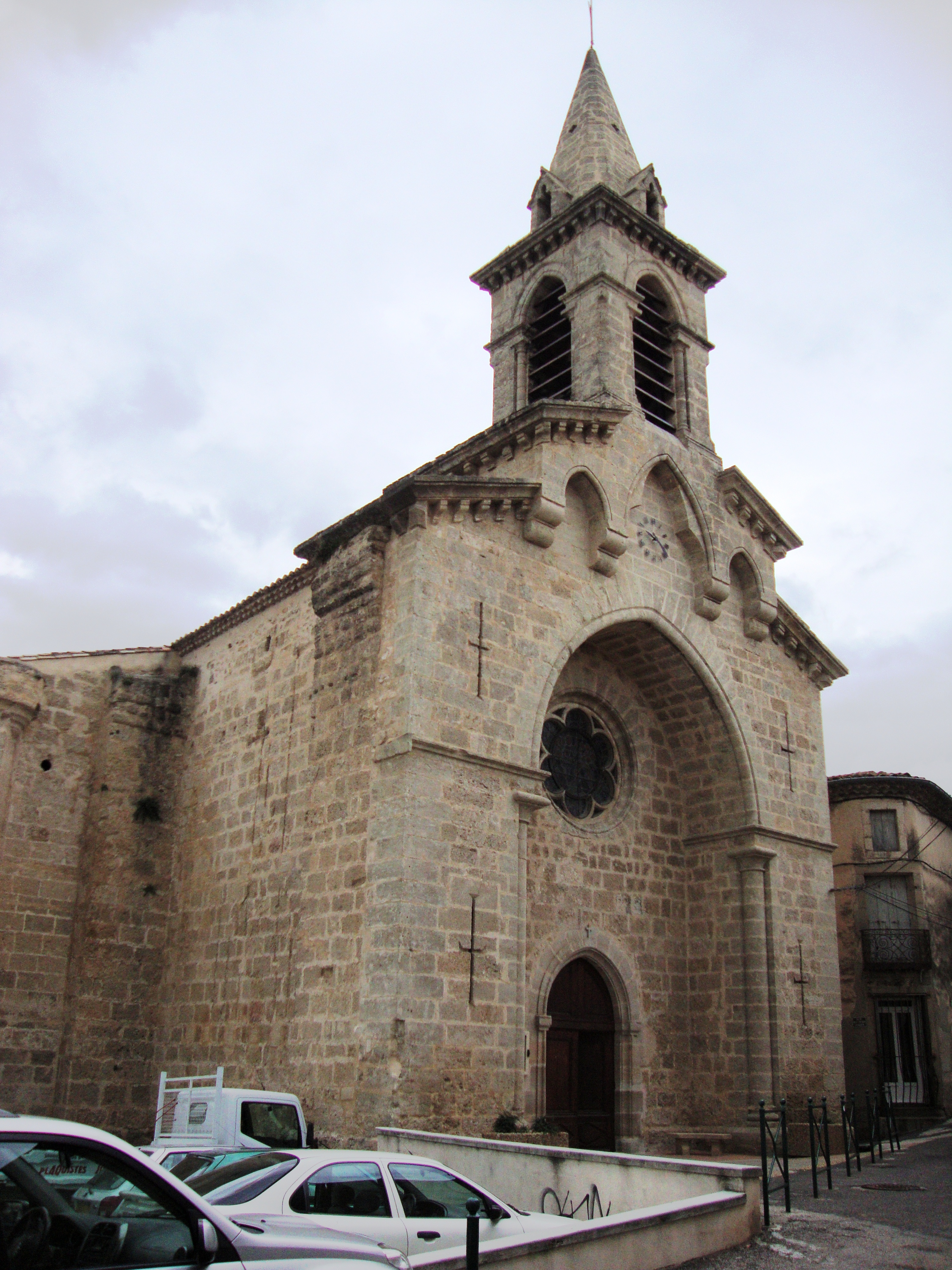
L'église.
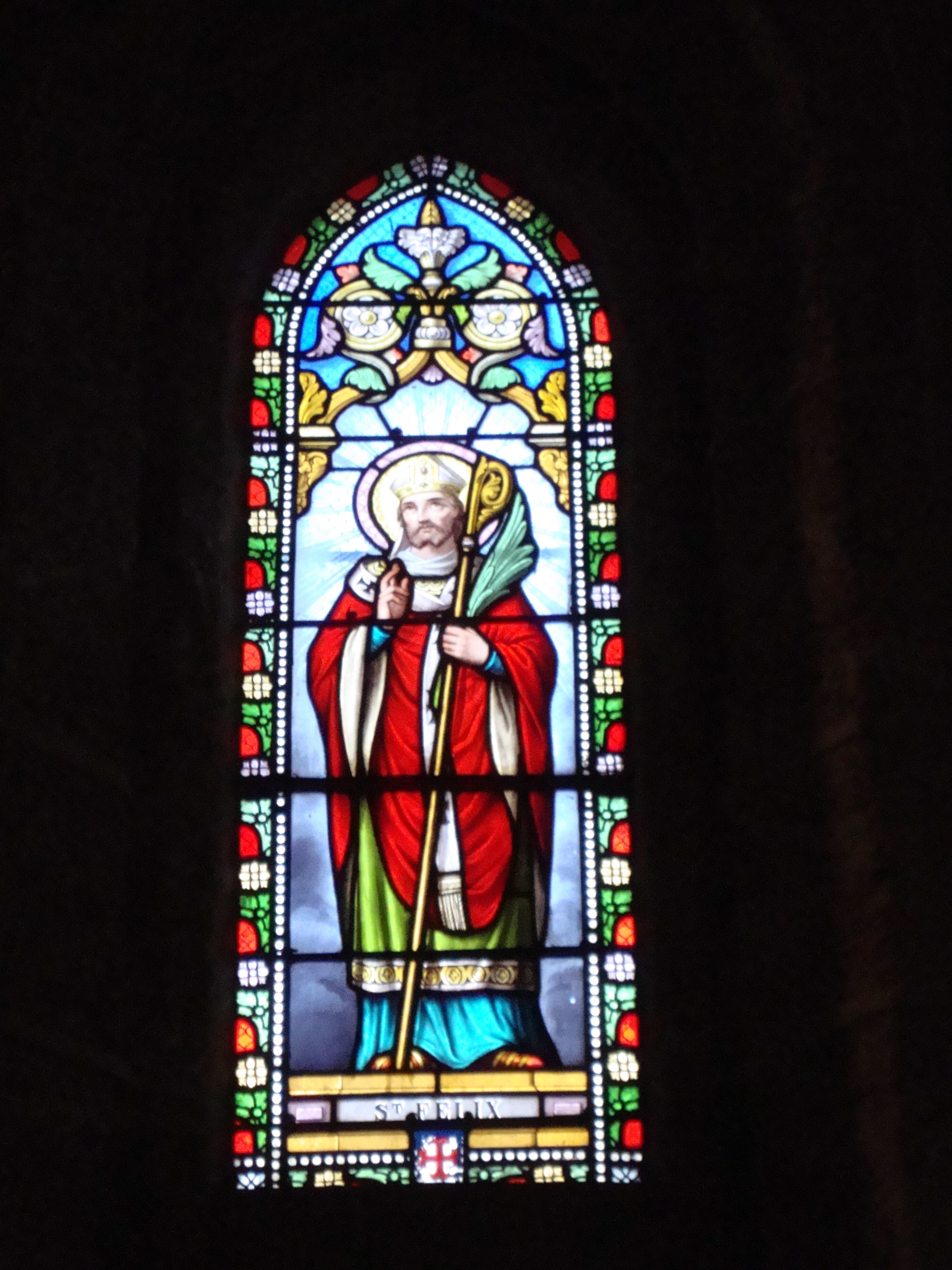
Vitrail de saint Félix, patron de la paroisse.
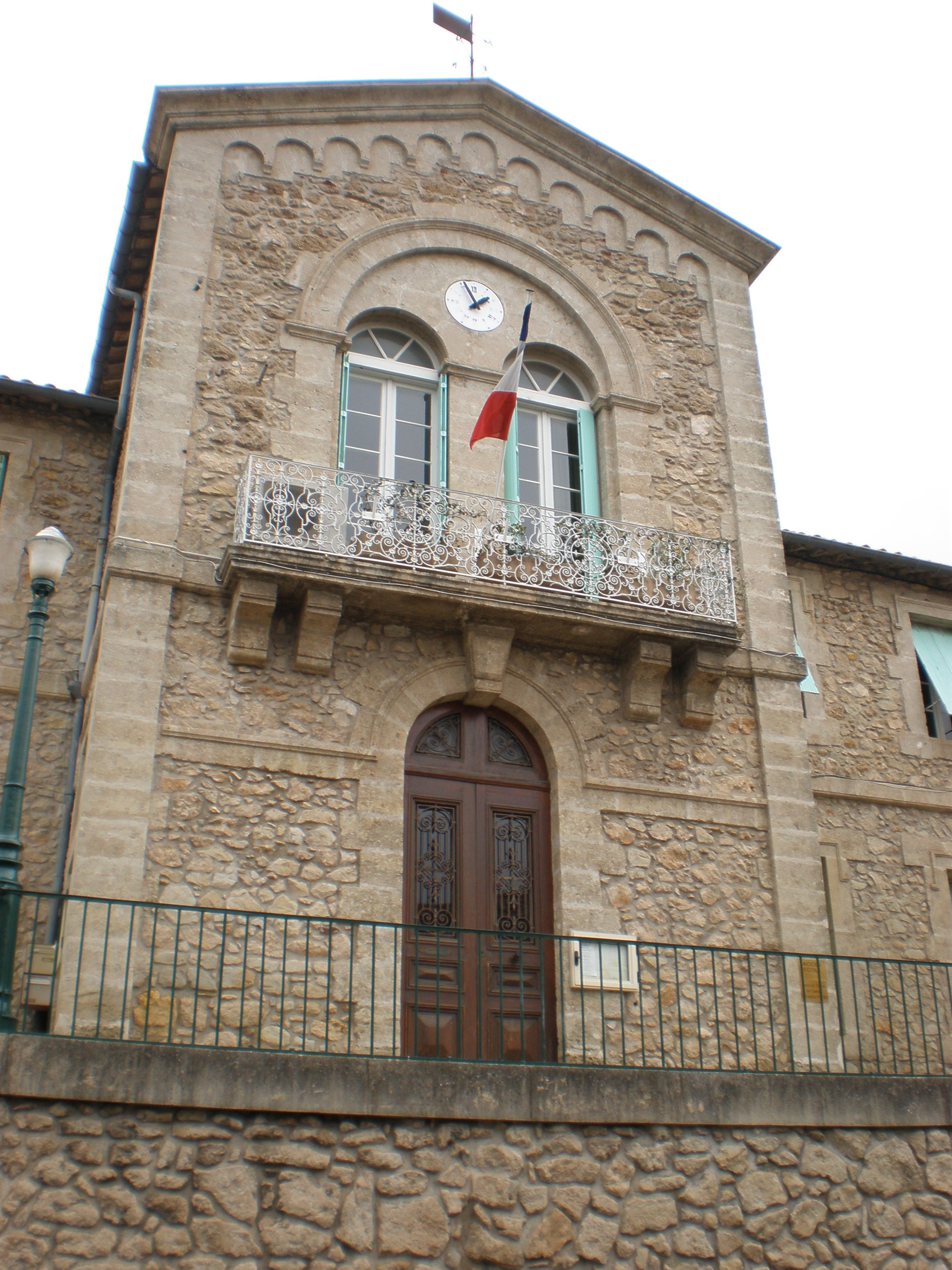
La mairie.
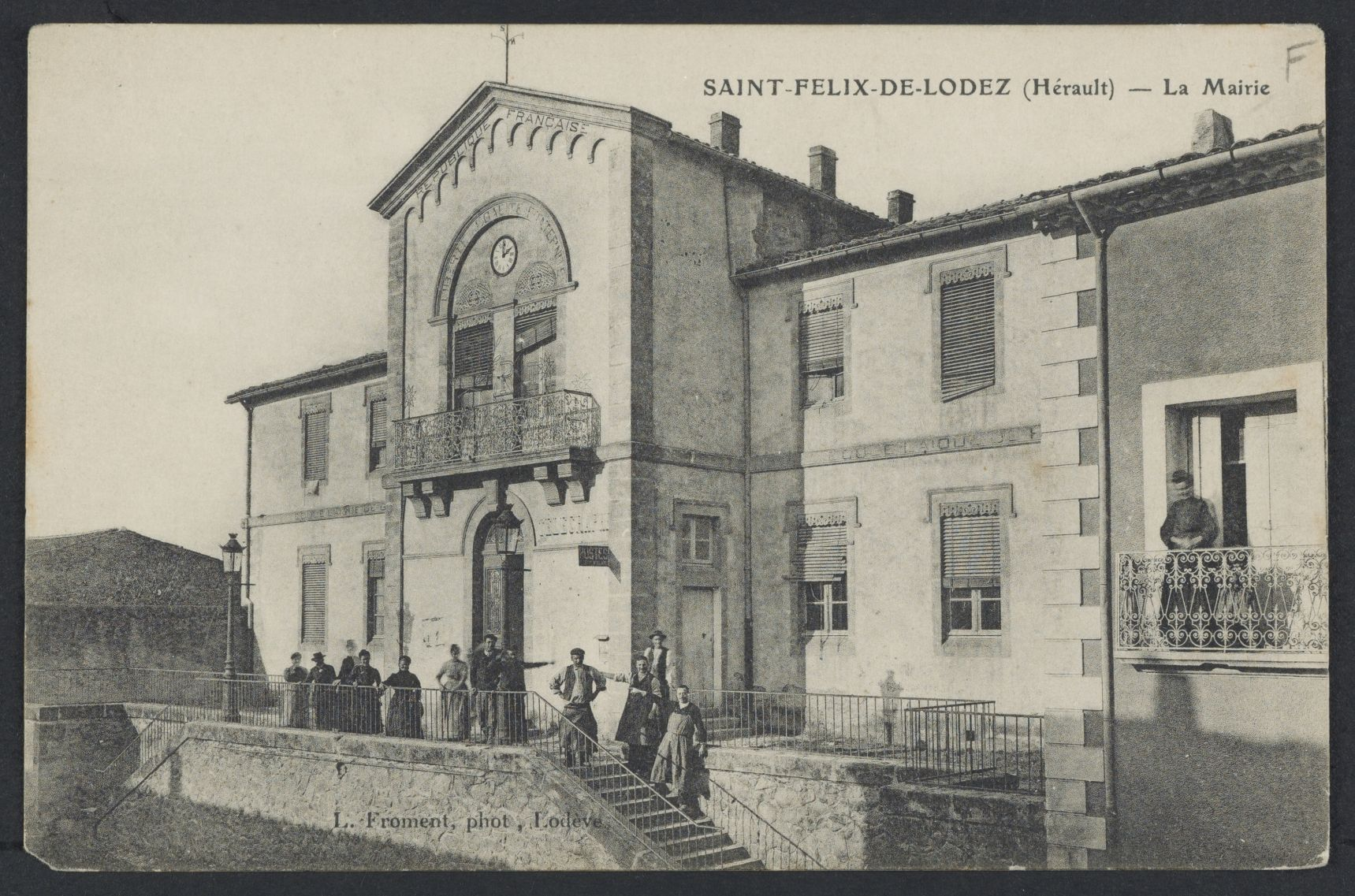
Carte postale de la mairie (fin du XIXe siècle-début du XXe siècle).
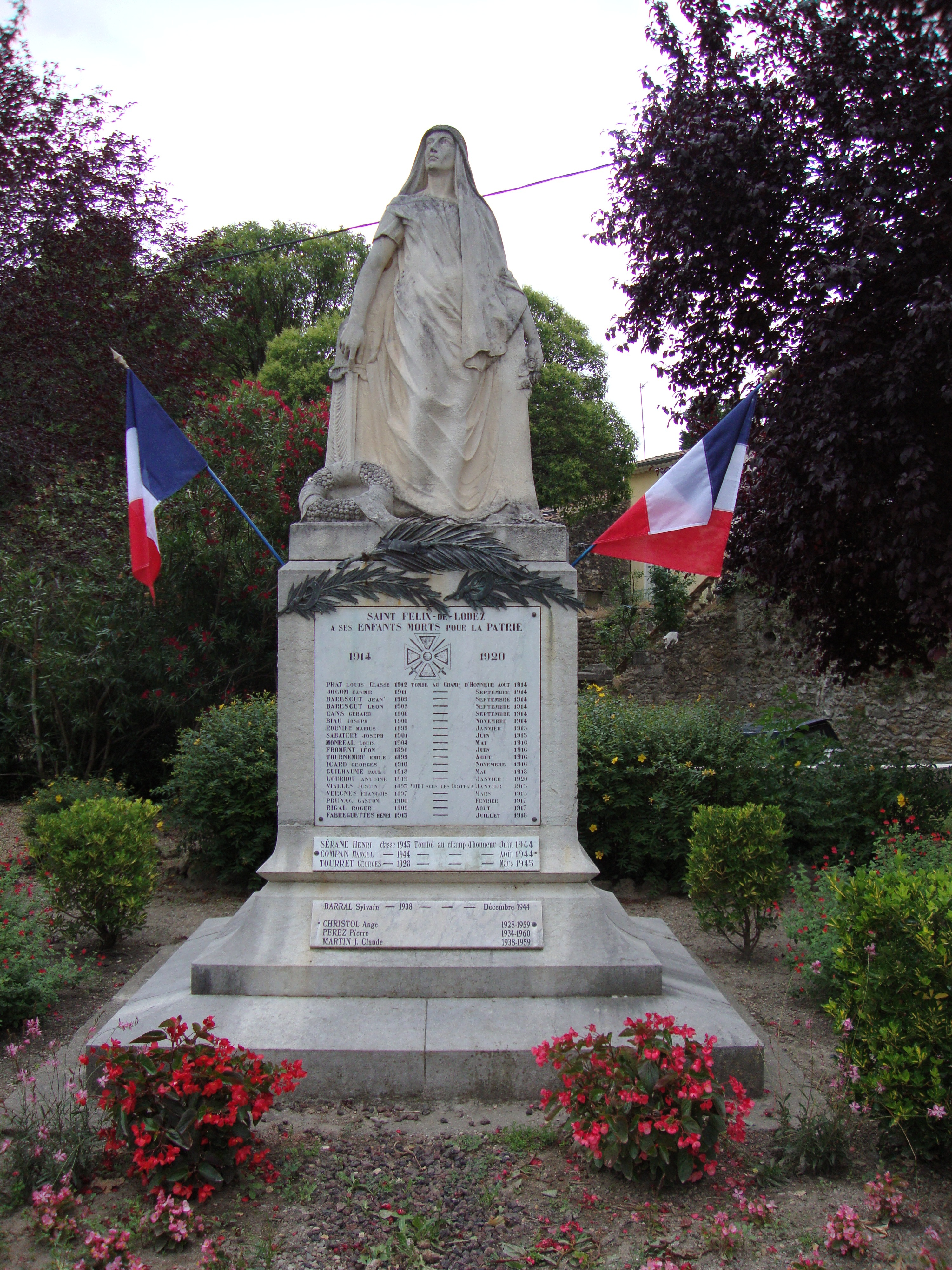
Monument aux morts.

### Fonds d'archives
- Fonds : Archives communales de Saint-Félix-de-Lodez (1601-1799) [0,53 ml].  Cote : 254 EDT. Montpellier : Archives départementales de l'Hérault (présentation en ligne).